# San Juan del Estado (kommun)
San Juan del Estado är en kommun i Mexiko.   Den ligger i delstaten Oaxaca, i den sydöstra delen av landet, 300 km sydost om huvudstaden Mexico City.
Följande samhällen finns i San Juan del Estado:
- San Juan del Estado